# 2009年の経済
2009年の経済（2009ねんのけいざい）では、2009年（平成21年）の経済分野に関する出来事について記述する。

## できごと

### 1月
- 1月1日 - スロバキアでユーロ導入。ユーロ圏は16カ国に拡大。
- 1月5日
  - 大発会。日経平均株価は昨年末比、183円56銭高の9043円12銭。9000円台を回復した [1]。
  - 株式電子化 [2]。
  - ゆうちょ銀行が全国銀行データ通信システムに接続、民間金融機関との相互送金が可能になる。
- 1月8日 - イングランド銀行(英中銀)が政策金利を英中銀設立(1694年)以来の最低水準の1.5%にすると発表[3]。
- 1月11日-25日 - アメリカ・デトロイトで北米国際オートショー開催。ゼネラルモーターズ、トヨタ自動車、フォード・モーターなど参加各社は、環境対応をアピール。日産自動車、フェラーリ、ポルシェなどは、世界的な不況を背景に参加を見送った [4][5][6][7]。
- 1月15日
  - 春闘スタート。交渉開始にあたり、世界的な不況により雇用環境が悪化する中、日本経済団体連合会と日本労働組合総連合会が連名で、労使が協調して雇用問題に取り組む「雇用安定・創出に向けた労使共同宣言」を発表した [8][9][10][11]。
  - S&Pはギリシャのソブリン格付けを「A-/A-2(長期/短期)」に引き下げた。アウトルックは「ステーブル」[12]。
- 1月18日 - 台湾、住民約2,300万人に対し「消費券」配布開始。消費券は日本の地域振興券に似た金券で、支給額は一人当たり3,600元（約1万円）。各自治体は、地元での経済効果を期待して、消費券の使用に対して、抽選で自動車、高級住宅、宝石、さらには1年限定の「島主権」などの景品を提供するキャンペーン合戦を展開 [13][14]。
- 1月19日 - S&Pはスペインの長期ソブリン格付けを「AA+」に引き下げた。見通しは「安定的」[15]。
- 1月20日 - トヨタ自動車が豊田章男副会長の社長就任、渡辺捷昭社長の副会長就任人事を発表。
  - 東京地検特捜部が外国為替法違反容疑で国沢幹雄西松建設前社長を逮捕。
- 1月21日
  - ジュエリーマキ等を展開する三貴が東京地方裁判所に民事再生法を申請し経営破綻。
  - S&Pはポルトガルの長期ソブリン格付けを「A+」に引き下げた[16]。
- 1月23日 - 三井住友海上グループホールディングス、あいおい損害保険、ニッセイ同和損害保険の損害保険3社が来年4月に持ち株会社を設立し経営統合する事で合意。
- 1月26日 - 世界的な金融危機により経済が破綻しかけ、国民の不満が高まりつつあるアイスランドで、社会民主同盟が独立党との連立から離脱し、ホルデ政権が崩壊した。既に1月23日には、ホルデ首相が退陣を表明し、同月25日にはシグルズソン商業大臣が辞任、経済に続き政治も重大な危機に直面した [17][18][19]。
- 1月27日 - 雪印乳業と日本ミルクコミュニティが10月に持ち株会社を設立し経営統合する事で合意。
- 1月28日 - 中国の温家宝首相、スイスで開催されているダボス会議で「中国の2009年の経済成長率は8%が目標」と演説。温家宝首相は、欧州5カ国歴訪の途中で、スイスはその最初の訪問国 [20][21]。
- 1月29日 - 丸井今井は札幌地方裁判所へ民事再生法の適用を申請。負債総額は2008年12月現在で502億円[22]。

### 2月
- 2月3日 - オーストラリア準備銀行は政策金利のオフィシャルキャッシュレートを過去最低の3.25%とした[23]。
- 2月4日 - ノルウェーの中央銀行は政策金利を2.5%とした[24]。
- 2月5日
  - フィッチがロシアの外貨建ておよび自国通貨建ての長期発行体デフォルト格付を「BBB」に引き下げた[25]。見通しは「ネガティブ」。
  - イングランド銀行(英中銀)が政策金利を過去最低水準の1%にすると発表[26]。
  - 日本綜合地所が東京地方裁判所に会社更生法を適用を申請し経営破綻。
- 2月12日 - 大韓民国の中央銀行は政策金利を過去最低の2%とした[27]。
- 2月16日 -内閣府が 2008年10〜12月期のGDP（国内総生産）を発表、物価変動分を除いた実質で前期比マイナス3.3%、年率換算で12.7%減、第1次オイルショック時の1974年1〜3月期の年率13.1%減以来、史上2番目の減少幅。
- 2月19日 - オバマ米大統領、カナダ訪問。ハーパー首相と会談し、保護貿易に反対する意向を表明した。一方、北米自由貿易協定（NAFTA）については、両国の貿易を妨げない方向で見直しを進めていく方向を明らかにした [28][29]。
- 2月20日
  - TOPIXの大引けは739.53と、1984年1月5日以来、25年ぶりの安値水準となった[30]。
  - スウェーデンの自動車大手企業サーブが、再建に向けた法的手続きに入り、事実上の経営破綻。サーブは、アメリカの自動車大手ゼネラルモーターズ（GM）の傘下。ゼネラル・モーターズは、サーブに対する金融支援をスウェーデン政府に要請していたが、拒否されたため、資金繰りの目処が立たなくなっていた [31]。
- 2月22日 - SFCG（旧・商工ファンド）が東京地方裁判所に民事再生法の適用を申請し経営破綻。
- 2月25日 - ローソンがam/pmの買収を発表。

### 3月
- 3月5日
  - イギリスの中央銀行は政策金利を0.5%(過去最低水準)に引き下げた[32]。量的緩和750億ポンドも表明。
  - 欧州中央銀行は政策金利を1.5%に引き下げた[33]。
- 3月10日 - 不動産大手ファンドのパシフィックホールディングスが負債総額2,700億円を抱え、東京地方裁判所に会社更生法の適用を申請して倒産した[34]。
- 3月12日
  - ニュージーランドの中央銀行は政策金利を0.5%引き下げて年3%とし、即日実施した[35]。
  - スイス国立銀行(中央銀行)は政策金利を0.25%引き下げて、目標レンジ0〜0.75%、目標値は0.25%とした[36]。また、外国通貨買い・自国通貨(スイス・フラン)売りの為替介入を行う方針を発表[37]。
- 3月13日
  - 損害保険ジャパンと日本興亜損害保険が来年4月に経営統合を発表。
  - びわこ銀行と関西アーバン銀行が来年3月1日に合併を発表。
- 3月19日 - アイスランドの中央銀行は政策金利を1%引き下げて年17%にすると発表した[38]。

### 4月
- 4月1日-2日 - 第2回20か国・地域首脳会合（G20首脳会合、金融サミット）、ロンドンで開催。2010年末までの総額5兆ドルの財政刺激策により、世界の成長率を4%押し上げ、大規模な雇用を創出するとする共同声明を採択。また、新興国や発展途上国を支援するため、国際通貨基金（IMF）の融資枠をこれまでの3倍の7,500億ドルに拡充することなどで、合意をみた[39][40][41]。一方、財政出動を主張するアメリカと金融規制強化を求めるフランスやドイツとの対立や、先進国と新興国の対立、ドル基軸通貨体制に対して中国やロシアが異論を唱える場面も見られた [42][43]。
- 4月2日 - 欧州中央銀行は政策金利を1.25%に引き下げた[44]。
- 4月17日 - 三笠フーズによる事故米不正転売事件関連で美少年酒造が熊本地方裁判所に民事再生法の適用を申請し経営破綻。
- 4月21日
  - インド準備銀行はリバースレポ金利を0.25%引き下げ3.25%にすると発表[45]。
  - スウェーデン中央銀行は政策金利を0.5%引き下げ過去最低水準の0.5%とした[46]。
- 4月30日（現地時間）
  - 米国の自動車メーカービッグスリーの1つクライスラーが連邦倒産法第11章（日本の民事再生法に相当）を申請し経営破綻。

### 5月
- 5月7日
  - 欧州中央銀行は政策金利を0.25%下げ1%にすることを決定[47]。
  - 米金融規制当局はストレステストに基づいて、大手銀行10行に対し746億ドルの資本増強を要求。バンク・オブ・アメリカに339億ドル、ウェルズ・ファーゴに137億ドル、GMACに115億ドル、シティグループに55億ドル、リジョンズ・フィナンシャルに25億ドル、サントラスト・バンクスに22億ドル、キーコープに18億ドル、モルガン・スタンレーに18億ドル、フィフス・サード・バンコープに11億ドル、PNCフィナンシャル・サービシズ・グループに6億ドルの資本増強を指示[48][49]。
  - みずほ証券と新光証券が合併、新社名はみずほ証券。
- 5月18日 - ムーディーズは円建ての日本国債の格付けを現行の「Aa3」から1段階引き上げ、「Aa2」としたと発表[50]。
- 5月19日 - ローソンが2月25日に合意したam/pmの買収をしないと発表。
- 5月20日 - 2009年1-3月期のGDP速報値が発表。前期比マイナス4.0%、年率15.2%のマイナスとなり、戦後最悪の減少率を記録。
- 5月21日
  - S&Pはイギリスの格付け見通しを「安定的」から「ネガティブ」に修正[51]。長期格付けは「AAA」、短期格付けは「A-1+」の最上位のまま。
  - 連邦預金保険公社はフロリダ州の大手地銀バンクユナイテッドが経営破綻し、投資ファンドが設立した銀行が業務を引き継ぐと発表[52]。5月2日時点で資産128億ドル、預金量86億ドル。

### 6月
- 6月1日（現地時間）
  - 米国の自動車メーカービッグスリーの1つゼネラルモーターズ（GM）が連邦倒産法第11章（日本の民事再生法に相当）を申請し経営破綻。ビッグスリーの経営破綻はクライスラーに次いで2社目。
- 6月4日 - アイスランドの中央銀行は政策金利を1%下げ12%にすることを発表[53]。
- 6月8日 - S&Pはアイルランドソブリン格付けを「AA」に引き下げた[54]。
- 6月9日 - フィッチはマレーシアの自国通貨建て長期発行体デフォルト格付を「A+」から「A」へ引き下げた[55][56]。
- 6月11日 - ムーディーズはインドネシアのソブリン格付け「Ba3」の見通しを「安定的」から「ポジティブ」に変更[57]。
- 6月12日-13日 - 主要8カ国（G8）財務大臣会合（ イタリア・レッチェ）
- 6月22日 - セブン-イレブン本部が、弁当等の見切り販売をしない様店舗オーナーに制限をしていた事に対し、公正取引委員会が独占禁止法に基づき排除措置命令。
- 6月23日 - 韓国銀行、5万ウォン札発行。従来、韓国の最高額紙幣は1973年発行の1万ウォン札だったが、36年ぶりの更新となった [58]。
- 6月25日 - 三菱UFJ証券の元部長代理を、顧客情報を外部に持ち出し、名簿業者に売った不正アクセス禁止法違反容疑で逮捕、金融庁が同社を金融商品取引法に基づき業務改善命令。
- 6月26日 - 行政処分を受けたマネーロンダリングへの監視強化が不十分だとして金融庁が、シティバンク銀行に対し一部業務停止命令。
- 6月30日 - フィッチはベトナムの自国通貨建て長期発行体デフォルト格付を「BB」から「BB-」へ引き下げた[59][60]。格付け見通しは「弱含み」から「安定的」に変更。

### 7月
- 7月1日
  - あおぞら銀行と新生銀行が2010年10月1日付での合併を発表。
  - エコポイントの申請がスタート。
- 7月2日 - ムーディーズはアイルランドの格付けを「AAA]から「Aa1」に1段階引き下げた[61]。アウトルックはネガティブ。
- 7月6日 - ムーディーズはブラジルの格付けを投資適格級に引き上げる方向で見直すと発表[62]。
- 7月9日 - フィリピンの中央銀行は政策金利を25bp引き下げ4%にすると発表[63]。
- 7月23日 - ムーディーズはフィリピンのソブリン格付けを「Ba3」に引き上げた[64]。見通しは「安定的」。

### 8月
- 8月5日 - インドネシアの中央銀行は、政策金利を25bp引き下げ6.5%とした[65]。
- 8月7日 - ロシアの中央銀行は政策金利を25bp引き下げ10.75%にすると発表[66]。10日に実施。
- 8月10日
  - S&Pはラトビアの外貨建て長期債務格付けを「BB+」から「BB」に引き下げた[67]。見通しは弱含み。
  - S&Pはエストニアの長期債務格付けを「A」から「A-」に引き下げた[68]。見通しは弱含み。
- 8月13日 - 国際通貨基金は、世界の金融システムに流動性を与えるため、加盟186か国に2830億ドル相当の特別引出権を分配すると発表[69]。
- 8月14日 - 米国地銀大手コロニアルバンクグループが経営破綻[70]。米国で今年破綻した銀行の中で最大。
- 8月17日 - ムーディーズはパキスタンの外貨建て債務格付けを「B3」のままとし、見通しを「弱含み」から「安定的」に引き上げた[71]。
- 8月24日
  - S&Pはパキスタンの長期ソブリン格付けを「CCC+」から「B-」に引き上げた[72]。見通しは「安定的」。
  - ハンガリーの中央銀行は政策金利を50bp引き下げ8%とした[73]。
  - イスラエルの中央銀行は政策金利を0.25%引き上げ0.75%にすると発表[74]。
- 8月27日 - デンマークの中央銀行は政策金利を0.1%引き下げ1.35%とした[75]。
- 8月29日 - 中国国有企業が外資系金融機関6社とのデリバティブ契約を一方的に破棄する可能性があると報道された[76]。
- 8月31日 - 8月の上海総合指数が21.8%急落。月間の下落率は過去15年間で2番目の大きさ[77]。

### 9月
- 9月1日 - 消費者庁が発足。
- 9月2日 - フィッチが韓国の格付け見通しを「弱含み」から「安定的」に引き上げた[78][79]。
- 9月3日 - ルフトハンザドイツ航空、オーストリア航空の買収完了を発表。オーストリア航空を傘下に入れたことにより、欧州最大の航空会社となった [80]。
- 9月4日 - 5日 - G20財務大臣・中央銀行総裁会議（ イギリス・ロンドン）
- 9月10日 - 米国財務省は、MMFの元本保証を月内に打ち切ると発表[81]。連邦預金保険公社も銀行債務の保証制度を10月にやめる。
- 9月11日 - ニューヨーク・マーカンタイル取引所で金先物終値が1006.40ドルとなり、昨年3月18日の史上最高値を更新した[82]。
- 9月14日 - ロシアの中央銀行は政策金利を0.25%引き下げ10.5%とした[83]。
- 9月17日 - トルコの中央銀行は政策金利を0.5%引き下げ、過去最低水準の7.25%とした[84]。
- 9月22日 - ムーディーズはブラジルのソブリン格付けを「Baa3」へ1段階引き上げたと発表[85]。見通しは「強含み」[86]。
- 9月24日 - 9月25日 - アメリカ合衆国ペンシルベニア州ピッツバーグで第3回20か国・地域首脳会合（G20）が開催[87]。
- 9月24日 - ホーユーがクラシエホールディングスの買収合意を発表。
- 9月28日 - ハンガリーの中央銀行は政策金利を0.5%引き下げ、7.5%とした[88]。

### 10月
- 10月6日
  - オーストラリアの中央銀行は政策金利を0.25%引き上げ、3.25%とした[89]。
  - ニューヨーク・マーカンタイル取引所で金先物終値が1039.70ドルとなり、終値としての史上最高値を記録した[90]。一時は1045.00ドルまで上昇し史上最高値を1年半ぶりに更新した。
- 10月7日 - 財務省が発表した9月末の外貨準備高は過去最高の1兆0525億9800万ドルで、前月末から102億5800万ドル増加した[91]。
- 10月12日 - ノーベル経済学賞に、アメリカのエリノア・オストロムとオリバー・ウィリアムソンが選ばれる [92]。
- 10月15日 - トルコの中央銀行は政策金利を0.5%引き下げ、過去最低水準の6.75%とした[93]。
- 10月20日
  - ハンガリーの中央銀行は政策金利を0.5%引き下げ、7%とした[94]。
  - 日本郵政の西川善文社長が辞任を表明
- 10月21日 -日本郵政の次期社長に 斎藤次郎東京金融取引所理事長（元大蔵事務次官）を内定。
- 10月23日 - フィッチがギリシャ国債の格付を「A」から「A-」に引き下げた[95]。見通しは「弱含み」。
- 10月26日 - 神戸新聞社がデイリースポーツを2010年3月をめどに合併する事を発表。
- 10月28日 - ノルウェーの中央銀行は政策金利を0.25%引き上げ、1.5%とした[96]。
- 10月29日
  - 日本航空の経営再建問題で西松遙社長が企業再生支援機構に再建支援を要請[97]。
  - ムーディーズはポルトガルのソブリン格付け「Aa2」の見通しを「安定的」から「弱含み」に引き下げたと発表[98]。
  - ロシアの中央銀行は政策金利を0.5%引き下げ、9.5%とした[99]。
- 10月30日 - 石油元売大手の新日本石油と新日鉱ホールディングスが経営統合契約に正式調印し、2010年4月より新グループとして正式に発足することを発表した[100]。尚、新会社名称は『JXホールディングス』となる。

### 11月
- 11月1日 - 米ノンバンク大手CITグループは連邦倒産法第11章の適用を申請し破綻した[101]。
- 11月3日 - オーストラリアの中央銀行は政策金利を0.25%引き上げ、3.5%とした[102]。
- 11月4日 - フィッチはアイルランドのソブリン格付け「AA+」を「AA-」に引き下げたと発表。見通しは「安定的」[103][104]。
- 11月6日 - 住友信託銀行と中央三井トラスト・ホールディングスが2011年4月の経営統合を発表。
- 11月13日 - ファミリーマートがam/pmの全株式をレックス・ホールディングスから12月24日付けで取得し子会社化、2010年の春をめどに合併で合意した事を発表。
- 11月14日〜15日 - 第21回アジア太平洋経済協力首脳会議（APEC）（ シンガポール）
- 11月20日
  - 中小企業者等に対する金融の円滑化を図るための臨時措置に関する法律案（返済猶予法案）が衆議院本会議で可決。
  - 菅直人経済財政担当大臣が2006年8月以来、3年3か月ぶりとなるデフレーション（デフレ）状況に有ると認定。
- 11月23日 - ハンガリーの中央銀行は政策金利を0.5%引き下げ、6.5%とした[105]。
- 11月24日
  - 日本航空が日本政策投資銀行とつなぎ融資契約を締結。
  - 穴吹工務店が東京地方裁判所に会社更生法を申請。
  - ロシアの中央銀行は政策金利を0.5%引き下げ、9%とした[106]。
- 11月25日 - アラブ首長国連邦(UAE)ドバイ首長国の政府系持株会社ドバイ・ワールド（Dubai World）は債務返済繰り延べを要請(ドバイ・ショック)[107]。
- 11月26日
  - 東京市場は、ドル/円が14年ぶりに86円台へ下落した[108]。
  - 東京工業品取引所の金先物は一時26年ぶり高値1グラム3370円まで上昇した[109]。
  - ニューヨーク・マーカンタイル取引所の金先物は一時1195ドルまで上昇し史上最高値を更新した。終値は1187ドルで9営業日連続で最高値を更新した[110]。
- 11月27日 - ドバイ・ショックの影響で26日の欧州株は下落し、ユーロを売って円を買う動きも重なりドル/円が84円82銭へ下落。日経平均は9081円に下落[111]。
- 11月30日
  - リアルスポーツを発行している内外タイムス社が東京地方裁判所に自己破産を申請。
  - 北朝鮮は旧/新通貨交換比率100対1のデノミを実施。交換期間は11月30日から12月6日[112]。

### 12月
- 12月1日 - オーストラリアの中央銀行は政策金利を0.25%引き上げ、3.75%とした[113]。
- 12月3日 - フィッチはトルコのソブリン格付け「BB-」を「BB+」に引き上げた[114][115]。
- 12月7日 - S&Pはギリシャの信用格付け「A-」を引き下げの方向で「クレジットウォッチ・ネガティブ」に指定した[116][117]。
- 12月8日 - フィッチはギリシャの格付「A-」を「BBB+」に引き下げた。見通しは「弱含み」[118]。
- 12月9日
  - S&Pはスペインの格付け見通し「安定的」を「弱含み」に引き下げた[119][120]。
  - スズキ とフォルクスワーゲンが相互に株式を持ち合う包括的提携で合意。
- 12月10日
  - アイスランドの中央銀行は政策金利を1%引き下げ、10%とした[121]。
  - 農産物の国際価格が高騰し、ココアは24年ぶり、砂糖は28年ぶり、オレンジ果汁は1年ぶりの高値を付けた[122]。
- 12月14日 - S&Pはメキシコの外貨建て債務格付けを「BBB+」から「BBB」に引き下げた。見通しは「安定的」[123]。
- 12月15日 - ムーディーズはインドの自国通貨建ての債務格付け見通しを「安定的」から「強含み」に引き上げた[124]。
- 12月16日
  - ノルウェーの中央銀行は政策金利を0.25%引き下げ、1.75%とした[125]。
  - S&Pはギリシャの信用格付けを「A-」から「BBB+」に引き下げた。「クレジットウォッチ・ネガティブ」は継続[126]。
- 12月21日
  - パナソニックが三洋電機を子会社化。
  - ハンガリーの中央銀行は政策金利を0.25%引き下げ、6.25%とした[127]。
- 12月22日
  - 政府が2010年度税制大綱を閣議決定。
  - 三井住友海上グループホールディングス、あいおい損害保険、ニッセイ同和損害保険の3社が臨時株主総会を開き、2010年4月の経営統合を決定。
  - ムーディーズはギリシャの格付けを「A1」から「A2」に引き下げた。見通は「弱含み」のまま[128]。
- 12月25日
  - 政府が2010年度予算案を閣議決定。
  - ロシアの中央銀行は政策金利を0.25%引き下げ、過去最低の8.75%にすると発表。28日から実施[129][130]。
- 12月28日 - ASEAN+3は来年3月24日にチェンマイ・イニシアティブを多国間協定とし、1200億ドル規模にすると発表[131][132][133]。
- 12月30日 - 東京証券取引所の大納会の終値は1万546円44銭で今年の取引を終了。
- 12月31日 - ニューヨーク・マーカンタイル取引所の原油先物価格は2009年全体で78%上昇した。1999年以来、10年ぶりの伸びとなった[134]。
  - 社会保険庁が廃止。

## 受賞
- イグノーベル賞 （10月） - 「人々を笑わせ、そして考えさせてくれる研究」に授与される賞。
  - 経済学賞 - アイスランドの4銀行（カウプシング銀行、ランズバンキ銀行、グリトニル銀行、アイスランド中央銀行）の頭取、取締役、監査役たち

- ノーベル賞 （10月）
  - 経済学賞 - エリノア・オストロム、オリバー・ウィリアムソン

## 死去
- 5月16日 - 速水優元・日本銀行総裁、日商岩井会長（* 1925年）